# Мать партизана
«Мать партизана» — картина советского живописца Сергея Васильевича Герасимова, созданная в 1943—1950 годах. Хранится в Государственной Третьяковской галерее в Москве. Картина по праву является одной из самых сильных картин художника и одной из самых драматических работ всего советского искусства военного времени.

## Описание
К моменту наступления Великой Отечественной войны Сергей Васильевич Герасимов был уже достаточно знаменитым художником, большинство его полотен были посвящены жизни русской деревни, не стала исключением и картина «Мать партизана», раскрывающая тему героизма рядового советского человека в годы войны. В центральной части картины, с гордо поднятой головой стоит мать партизана. Как выразился сам художник: «Я хотел показать в её образе всех матерей, которые отправили на войну своих сыновей». Женщину не могут запугать немецкие захватчики. За её спиной родная земля, осквернённая врагами и залитая кровью родных, священная родная земля. Великую силу народного гнева ощущают на себе фашисты. На фоне русской женщины немецкий офицер кажется жалким. Светлая и сильная, стоит она на фоне дымного пожарища. Её лицо хранит суровую печать великого страдания, но это страдание гордого, сильного человека. В контраст с образом матери вступает образ гитлеровца, лишённый яркой индивидуальной характеристики, выделяются лишь низкий лоб и тяжёлая челюсть фашиста, придающие его облику нечто звериное. Остальные персонажи согласно задумке автора вторичны и прорисованы лишь в общих чертах.